# Rudolf Bilz
Rudolf Bilz (* 18. Januar 1898 in Thalheim/Erzgeb.; † 16. Juni 1976 in Mainz) war ein deutscher Psychiater, Psychotherapeut und Hochschullehrer.

## Leben
Nach dem Schulabschluss besuchte er das Lehrerseminar Stollberg und studierte danach zunächst Jura und Volkswirtschaftslehre, später Medizin und promovierte zum Dr. med. Von 1925 bis 1927 wurde er in Wien bei Sigmund Freud psychoanalytisch ausgebildet. 1947 vertrat er den Chefarzt in der Klinik für Psychiatrie in Ballenstedt und floh danach von Thalheim aus der Sowjetischen Besatzungszone nach Bamberg. Nach seiner Habilitation wurde er Privatdozent an der Universität Mainz. Dort erfolgte 1959 seine Ernennung zum außerplanmäßigen Professor und 1961 zum Wissenschaftlichen Rat. 1963 ging er in den Ruhestand. Seine Forschungsgebiete waren Medizinische Psychologie und analytische Psychotherapie.
Schon früh beschäftigte sich Rudolf Bilz mit der psychologischen Beobachtung menschlichen Verhaltens und vergleichenden Verhaltensstudien an Tieren. Sein erstes Werk auf diesem Gebiet war Pars Pro Toto (1940). Bilz wurde damit zu einem der Pioniere der modernen Biopsychologie. Weitere Werke auf diesem Gebiete folgten.

## Schriften (Auswahl)
- Psychogene Angina. Leipzig 1936.
- Pars Pro Toto. Ein Beitrag zur Psychologie menschlicher Affekte und Organfunktionen. Leipzig 1940, 308 S.
- Lebensgesetze der Liebe. Leipzig 1943.
- Psychotische Umwelt. Stuttgart 1962.
- Die unbewältigte Vergangenheit des Menschengeschlechts. Frankfurt am Main 1967.
- Wie frei ist der Mensch. 2. Auflage. Suhrkamp, Frankfurt am Main 2016, ISBN 978-3-518-27617-4 (1. Aufl. 1973).